# جمجمة هوفماير

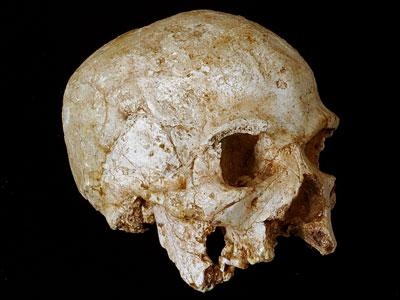

جمجمة هوفماير (بالإنجليزية: Hofmeyr Skull) هي عينة عمرها 36 ألف سنة لجمجمة إنسان وجدت عام 1952 بالقرب من هوفماير بجنوب أفريقيا. إنها واحدة من الجماجم القليلة للبشر المعاصرين تشريحيا التي اكتُشفت في القارة، ويعود تاريخها إلى ما يزيد عن 20 ألف سنة.

## الخلفية
وجدت الجمجمة في خمسينات القرن الماضي على سطح تضاريس مدفع، في قاع قناة نهر فليكبورت الجاف، بالقرب من هوفماير، وهي مدينة صغيرة في كيب الشرقية في جنوب أفريقيا. لم توجد أي قطع آثرية أو عظام بالجوار في وقت اكتشاف الجمجمة. تُعتبر الجمجمة واحدة من العينات الأفريقية القليلة للبشر المعاصرين تشريحيا يعود عمرها إلى 30 ألف سنة، بينما يرجع عمر البعض الآخر إلى فترات أقرب، بنحو 20 ألف سنة. a dry channel bed of the Vlekpoort River, near Hofmeyr,
في تسعينات القرن الماضي، لاحظ آلان موريس من جامعة كيب تاون الجمجمة في متحف بورت إليزابيث. ثم عرضها على فردريك غرين، عالم الإنسان والتشريح في جامعة ولاية نيويورك في ستوني بروك. ثم قام غرين بعد ذلك بقيادة الدراسة التفصيلية للجمجمة.

## الفحص
لم يكن من الممكن تأريخ هذه الجمجمة باستخدام التقنيات التقليدية مثل التأريخ بالكربون المشع؛ حيث تحلل الكربون من العظام. ولذلك استُخدمت وسائل جديدة للتأريخ شملت خليطًا من تألق خافت مستحث ضوئيًّا وتأريخ تسلسل اليورانيوم. طور تلك الوسائل ريتشارد بايلي في جامعة أكسفورد. كما أُرخت المادة الأرضية المعبئة للتجويف الجمجمي (الجزء الأوسط من التجويف الجمجمي الداخلي) باستخدام خليط من تألق خافت مستحث ضوئيًّا وتأريخ تسلسل اليورانيوم، مصحوبة بنموذج مجال إشعاعي. وبناءً على افتراض أن عمر المادة الأرضية يساوي عمر الجمجمة المكتشفة، قُدِّر العمر بـ36,200 ± 3,200 سنة.
افترض التأريخ أن الجمجمة «لم تُكتشف قبل ذلك ولم تنقل من مكان بعيد قبل هذا الاكتشاف». لم يستطع العلماء غسل المواد الموجودة بداخل الجمجمة أو بالمياه المتساقطة من المدفع «لأن القوة المطلوبة لتمشيط الرواسب الداخلية كانت ستتسبب في تلف ملموس».
كان الجزء الأمامي من الهيكل السفلي للوجه تالفًا أيضًا. زاوية الفك السفلي، ونتوء الخشاء من المنطقة الصدغية اليمنى وجزء كبير من العظمة القفوية لم يكونوا موجودين. كان الدرز الإكليلي مسدودًا والضرس الثالث ممزقًا بشدة، مما يقترح أن العينة وصلت لعمر الرشد. كان صاحب الجمجمة مجروحًا في عينه اليسرى ولكنها كانت ملتئمة قبل الوفاة. حدث الضرر الأكبر للجمجمة خلال حفظها وسوء التعامل معها بعد اكتشافها عام 1950. وثِّق فقد عظمة في الصور من 1968 و1998.

## التحليل
يرجع تاريخ الجمجمة إلى 36 ألف سنة. يشير تحليل دراسة عظام الجمجمة والذي أجراه معهد ماكس بلانك لعلم الإنسان التطوري أن العينة مميزة مورفولوجيًّا عن المجموعات الحديثة في أفريقيا شبه الاستوائية، والتي تشمل جماعات الخويسان المحلية. تربط حفرية هوفماير قرابة بجماجم العصر الحجري القديم العلوي من أوروبا. يفسر بعض العلماء تلك العلاقة بأنها متسقة مع نظرية الخروج من أفريقيا والتي تفترض أن مجموعات البشر من العصر الحجري القديم العلوي من أفريقيا وأوروبا وآسيا على الأقل يجب أن تشبه بعضها. أرسلت قطعة من العظمة الجدارية (مزالة جراحيًّا) إلى العالم إيسكي فيليرسليف في كوبنهاغن من أجل تحليل الدنا الخاص بها.